# Paracassina kounhiensis
Paracassina kounhiensis es una especie de anfibio de la familia Hyperoliidae endémica de Etiopía.
Su hábitat natural incluye montanos secos, praderas templadas, praderas tropicales o subtropicales a gran altitud, pantanos, marismas de agua dulce y corrientes intermitentes de agua dulce.
Está amenazada de extinción por la pérdida de su hábitat natural.